# Jérôme d'Ambrosio
Jérôme d'Ambrosio (Etterbeek, Belgija, 27. prosinca 1985.) je bivši belgijski vozač automobilističkih utrka.

## Vanjske poveznice
- Jérôme d'Ambrosio - Driver Database